# آرغرية زغبية
آرغرية زغبية (الاسم العلمي: Argyreia hirsuta) هو نوع من النباتات يتبع جنس الآرغرية من الفصيلة ال	محمودية.